# Avatele
Avatele, vroeger Matavaihala en Oneonepata, is een van de 14 dorpen van Niue en telt circa 200 inwoners (2007). Het dorp grenst met de klok mee aan Tamakautoga, Hakupu, Vaiea en de Stille Oceaan. Daarnaast raakt Avatele Alofi op een punt in het uiterste noorden. 

## Geschiedenis

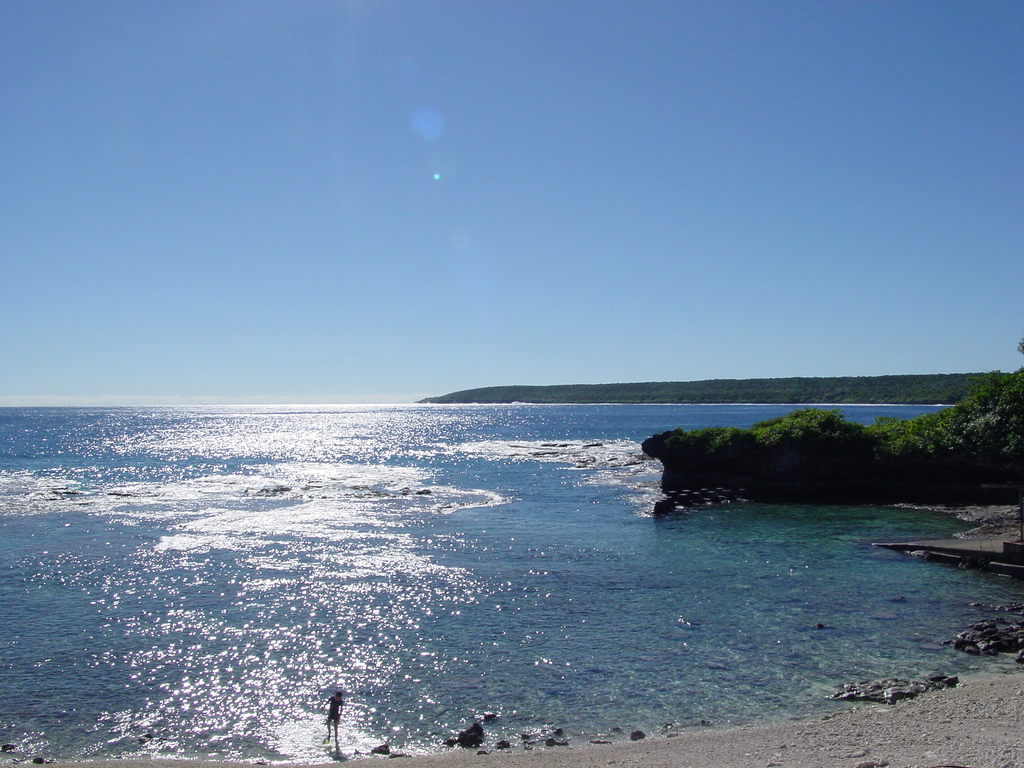
Kust bij Avatele

Net zoals Mutalau, Tuapa, Alofi en Hakupu behoort Avatele tot de eerste grotere nederzettingen op Niue na de aankomst van Polynesische migranten uit Samoa, Tonga en het Cookeilandse atol Pukapuka vóór 1300.
Het strand bij Avatele was tevens de plaats waar de Britse kapitein James Cook voor de derde en laatste maal aan land probeerde te gaan alvorens hij het eiland in 1774 Savage Island noemde. Vanaf dan is het de aanlegplaats en de officiële verwelkomingsplek voor veel prominenten geweest, zoals missionarissen of Nieuw-Zeelandse gouverneurs-generaal.
Avatele werd gekerstend in 1854, nadat een inwoner, Muatoga, een Samoaanse missionaris in Mutalau genaamd Paulo vroeg om het evangelie naar zijn dorp in het uiterste zuiden te brengen. Paulo stemde daarmee in, en nog hetzelfde jaar werd de eerste priester te Avatele ontvangen. Deze was afkomstig uit West-Samoa en was in de eerste plaats door Paulo naar Avatele gezonden om op de recente kerk van het dorp, dat toentertijd meer dan duizend inwoners telde, te passen. Sinds 1854 hebben er in Avatele 14 kerkvaders gediend, zowel uit Niue als van elders afkomstig. Het plaatsje heeft in de loop van de geschiedenis zelf ook een aantal missionarissen uitgezonden, waaronder Sionepaea Kinimotu, die een belangrijke rol speelde bij de kerstening van Tuvalu.

## Geografie
Het centrum van Avatele ligt 7 kilometer ten zuiden van Alofi op 16 meter boven de zeespiegel en maakt deel uit van het historische stammengebied Tafiti, dat de zuidelijke helft van het eiland beslaat. 
Het dorpscentrum ligt aan Avatele Bay, die in het zuiden wordt begrensd door de kaap Tepa Point en in het noorden door Halagigie Point op de grens tussen Alofi en Tamakautoga. Deze baai wordt omzoomd door Avatele Beach, waarlangs de weg loopt die Avatele met Tamakautoga en Vaiea verbindt. Dit strand is het grootste en meest bekende strand op Niue. Ofschoon het zand er nogal grof is, is het strand een populaire zwem- en picknickplaats bij zowel toeristen als eilanders. Vóór de bouw van de Sir Robert Rex Wharf-aanlegsteiger en van de internationale luchthaven in Alofi was het strand de voornaamste aanlegplaats voor de meeste buitenlandse bezoekers.

## Politiek

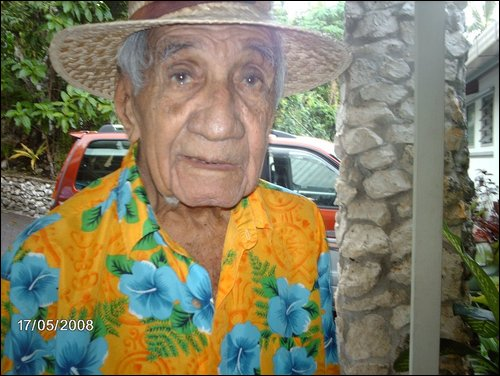
Takelesi Lagaluga

Bij de parlementsverkiezingen van 2011 kon Billy Talagi zijn zetel voor Avatele behouden; hij was de enige kandidaat.
Een van de bekendste voorzitters van de dorpsraad van Avatele was Takelesi Lagaluga (1924-2009), die ook op nationaal niveau een aantal belangrijke ambtenaarsposten bekleedde.

## Demografie
Demografische evolutie:
- 1986: 195
- 1997: 143
- 2001: 150
- 2006: 164

## Bezienswaardigheden
- Avatele telt drie sites die interessant zijn voor duikers en snorkelaars: The Ridges ('de richels'), Snake Gully ('slangengreppel', rijk aan waterslangen) en The Fans ('de waaiers', iets zuidelijker).

## Sport
Het voetbalelftal van Avatele komt uit in het Niue Soccer Tournament. 

## Geboren
- Robert Rex (1909-1992), premier
- Himalea Takelesi, eerste Hoge Vertegenwoordiger in Nieuw-Zeeland

De roots van de Nieuw-Zeelandse rugbyspeler Frank Bunce liggen eveneens in Avatele.